# Owain Gwynedd
Owain ap Gruffudd (c. 1100-23 o 28 de noviembre de 1170) fue Rey de Gwynedd, Gales del Norte, a partir de 1137 hasta su muerte en 1170, sucediendo a su padre Gruffudd ap Cynan. Fue llamado "Owain el Grande" (Galés: Owain Mawr) y el primero en ser tratado como "Príncipe de Gales". Él es considerado el más exitoso de todos los príncipes del Norte de Gales antes de su nieto, Llywelyn el Grande. Llegó a ser conocido como Owain Gwynedd (Galés medio, "Owain de Gwynedd") para distinguirlo de su contemporáneo el rey de Powys Wenwynwyn, Owain ap Gruffydd ap Maredudd, que se hizo conocido como Owain Cyfeiliog.

## Primeros años
Owain Gwynedd era miembro de la Casa de Aberffraw, la rama principal de la dinastía creada por  Rhodri el Grande. Su padre, Gruffudd ap Cynan, fue un fuerte y longevo gobernante que convirtió Gwynedd en el principado más influyente de Gales durante los sesenta y dos años de su reinado, usando Anglesey como base de poder. Su madre, Angharad ferch Owain, era la hija de Owain ab Edwin de Tegeingl. Owain Gwynedd fue el segundo hijo de Gruffydd y Angharad. Su hermano mayor, Cadwallon, murió en combate en Powys en 1132.
Se cree que Owain nació en Anglesey sobre el año 1100. Hacia 1120 Gruffydd era ya demasiado viejo para dirigir sus fuerzas en la batalla y Owain y sus hermanos Cadwallon y más tarde Cadwalar encabezaron las fuerzas de Gwynedd contra los Normandos y contra otros príncipes Galeses con gran éxito. Su hermano mayor, Cadwallon falleció en 1132, dejando a Owain como heredero. Owain y Cadwaladr, en alianza con Gruffydd ap Rhys de Deheubarth, obtuvieron una importante victoria sobre los Normandos en Crug Mawr cerca de Cardigan, en 1136 y anexionaron Ceredigion al reino de su padre.

## Ascensión al trono y primeras campañas
A la muerte de Gruffydd, acaecida en 1137, Owain heredadó una parte del reino, pero tuvo que compartirla con Cadwalar. En 1143 Cadwalar fue implicado en el asesinato de Anarawd ap Gruffydd de Deheubarth, y Owain respondió enviando a su hijo Hywel ab Owain Gwynedd para quitarle sus tierras en el norte de Ceredigion. A pesar de Owain y Cadwalar se reconciliaron posteriormente, a partir de 1143, Owain gobernó en solitario sobre la mayor parte del norte de Gales y exilió a su hermano en 1155.
Owain aprovechó la Anarquía, una guerra civil entre Esteban, Rey de Inglaterra, y la Emperatriz Matilda, para empujar las fronteras de Gwynedd hacia el este como nunca antes en la historia. En 1146 capturó el castillo de Molde y alrededor de 1150 tomó Rhuddlan e invadió Powys. El príncipe de Powys, Madog ap Maredudd, junto con el conde de Chester, salieron a su encuentro en Coleshill, pero Owain salió vencedor.

## La guerra con el Rey Enrique II
Todo fue bien hasta que la ascensión del Rey Enrique II de Inglaterra , en 1154. Enrique invadido Gwynedd en 1157, con el apoyo de Madog ap Maredudd de Powys y Cadwalar, el hermano exiliado de Owain. La invasión se saldó con suerte dispar. Las tropas inglesas devastaron la región oriental Gwynedd y destruyó muchas de las iglesias, provocando la ira de los nativos. Los dos ejércitos se enfrentaron en Ewloe. Los hombres de Owain emboscaron al ejército real en un estrecho valle boscoso, derrotando por completo a Enrique y obligando al rey a huir para evitar ser capturado. La flota que acompaña a la invasión hizo un desembarco en Anglesey , donde fue derrotada. En última instancia, al final de la campaña, Owain se vio obligado a llegar a acuerdos con el monarca inglés, teniendo que devolver Rhuddlan y otras conquistas en el este.

Cuarenta años después de estos acontecimientos, el erudito Gerald de Barri, en una cita extraña para la época, escribió lo que Owain Gwynedd dijo a sus tropas en la víspera de la batalla:

"Mi opinión, de hecho, no coincide con la vuestra de ninguna manera, porque debemos regocijarnos ante la conducta de nuestro adversario; ya que, a menos que seamos asistidos por la ayuda divina, somos muy inferiores a los ingleses; y ellos, con su comportamiento, han hecho de Dios su enemigo, que es capaz de vengarse más poderosamente a sí mismo y a nosotros. Por lo tanto, debemos prometer lo más devotamente a Dios que de aquí en adelante prestaremos mayor reverencia que nunca a las iglesias y lugares sagrados."

Madog ap Maredudd murió en 1160, permitiendo a Owain recuperar territorio en el este. En 1163 formó una alianza con Rhys ap Gruffydd de Deheubarth para desafiar el dominio inglés. El rey Enrique invadió de nuevo Gwynedd en 1165, pero en lugar de tomar la ruta habitual a lo largo de la planicie costera norte, el ejército del rey invadió desde Oswestry y tomó un camino a través de las colinas de Berwyn. La invasión fue recibida por una alianza de todos los príncipes Galeses, con Owain como líder indiscutible. Sin embargo, aparte de un pequeño altercado en la Batalla de Crogen hubo poca lucha, ya que la meteorología galesas ayudó a Owain en forma de lluvia torrencial que obligó a Enrique a retirarse en desorden. El enfurecido monarca mutiló a numerosos rehenes galeses, entre ellos dos de los hijos de Owain.
Enrique no invadió Gwynedd de nuevo y Owain fue capaz de recuperar sus conquistas orientales, reconquistando Rhuddlan en 1167 tras tres meses de asedio.

## Las disputas con la iglesia y la sucesión
Los últimos años de su vida, los pasó Owain en conflictos con el Arzobispo de Canterbury, Thomas Becket, sobre el nombramiento de un nuevo Obispo de Bangor. Cuando la sede quedó vacante Owain hizo que se nombrar a su candidato, Arthur de Bardsey. El arzobispo se negó a aceptar esto, así que Owain hizo que Arthur fuera consagrado en Irlanda. La disputa continuó, y la sede se mantuvo oficialmente vacante hasta bien después de la muerte de Owain. Recibió también presiones del Arzobispo y del Papa para que repudiara a su segunda esposa, Cristin, prima carnal suya, lo que hacía nula su matrimonio a ojos de la iglesia. A pesar de ser excomulgado por su desafío, Owain se negó categóricamente a repudiar a Cristin. Owain murió en 1170, y a pesar de haber sido excomulgado fue enterrado en la catedral de Bangor por el clero local. El autor de Brut y Tywysogion recordó su muerte "después de innumerables victorias, e invicto desde su juventud".
Se cree Owain encargó la redacción de La Vida de Gruffydd ap Cynan, un relato de la vida de su padre. Tras su muerte, estalló una guerra civil entre sus hijos. Owain se casó dos veces, primero con Gwladus ferch Llywarch ap Trahaearn, con quien tuvo dos hijos, Maelgwn ab Owain Gwynedd y Iorwerth Drwyndwn, padre de Llywelyn el Grande, y Cristin ferch Goronwy ab Owain, con quien tuvo tres hijos, incluyendo Dafydd ab Owain Gwynedd y Rhodri ab Owain Gwynedd. Tuvo también varios hijos ilegítimos, que según la ley galesa tenían iguales derechos de herencia si eran reconocidos por su padre.

## Herederos y sucesores
Owain había designado inicialmente a Rhun ab Owain Gwynedd como su sucesor. Rhun fue el hijo predilecto de Owain, y su muerte prematura en 1146 sumió a su padre en una profunda melancolía, de la que sólo fue despertado por la noticia de que sus fuerzas habían capturado el castillo de Molde. Owain designadó entonces a Hywel ab Owain Gwynedd como sucesor, pero tras su muerte Hywel tuvo que refugiarse en Irlanda huyendo de los hijos de Cristina, Dafydd y Rhodri, y murió en la batalla de Pentraeth cuando regresó con un ejército Irlandés. Dafydd y Rhodri se repartieron Gwynedd entre ellos, pero una generación después Gwynedd recuperó toda su antigua gloria bajo el dominio del nieto de Owain, Llywelyn el Grande.
Según la leyenda, uno de los hijos de Owain fue el Príncipe Madoc, del que se dice que cruzó el Atlántico y colonizó América.
En total, se dice que el prolífico Owain Gwynedd tuvo los siguientes hijos de dos mujeres y al menos cuatro amantes:
- Rhun ab Owain Gwynedd (ilegítimo según la costumbre Católica, pero legítimo sucesor según la ley galesa)
- Hywel ab Owain Gwynedd (ilegítimo según la costumbre Católica, pero legítimo sucesor según la ley galesa)
- Iorwerth ab Owain Gwynedd (el "chato", también llamado Edward en algunas fuentes, de su primera esposa Gwladys (Gladys) ferch Llywarch)
- Maelgwn ab Owain Gwynedd,(de su primera esposa Gwladys (Gladys) ferch Llywarch) Señor de Môn (1169-1173)
- Gwenllian ferch Owain Gwynedd
- Dafydd ab Owain Gwynedd (con su segunda esposa Cristina (Christina) ferch Gronw)
- Rhodri ab Owain Gwynedd, Señor de Môn (1175-1193) (con su segunda esposa Cristina (Christina) ferch Gronw)
- Angharad ferch Owain Gwynedd
- Margaret ferch Owain Gwynedd
- Iefan ab Owain Gwynedd
- Cynan ab Owain Gwynedd, Señor de Meirionnydd (ilegítimo)
- Rhirid ab Owain Gwynedd (ilegítimo)
- Madoc ab Owain Gwynedd (ilegítimo) (especulativo/legendario)
- Cynwrig ab Owain Gwynedd (ilegítimo)
- Gwenllian II ferch Owain Gwynedd (también comparte el mismo nombre con una hermana)
- Einion ab Owain Gwynedd (ilegítimo)
- Iago ab Owain Gwynedd (ilegítimo)
- Ffilip ab Owain Gwynedd (ilegítimo)
- Cadell doctor ab Owain Gwynedd (ilegítimo)
- Rotpert ab Owain Gwynedd (ilegítimo)
- Idwal ab Owain Gwynedd (ilegítimo)
- Otras hijas

## Ascendencia
|  |                                   |  |  |  |  |  |  |  |  |  |  |  |  |  |  |  |
|  | 16. Idwal ap Meurig ap Idwal Foel |  |  |  |  |  |  |  |  |  |  |  |  |  |  |  |
|  |                                   |  |  |  |  |  |  |  |  |  |  |  |  |  |  |  |
|  |                                   |  |  |  |  |  |  |  |  |  |  |  |  |  |  |  |
|  | 8. Iago ab Idwal ap Meurig        |  |  |  |  |  |  |  |  |  |  |  |  |  |  |  |
|  |                                   |  |  |  |  |  |  |  |  |  |  |  |  |  |  |  |
|  |                                   |  |  |  |  |  |  |  |  |  |  |  |  |  |  |  |
|  | 4. Cynan ab Iago                  |  |  |  |  |  |  |  |  |  |  |  |  |  |  |  |
|  |                                   |  |  |  |  |  |  |  |  |  |  |  |  |  |  |  |
|  |                                   |  |  |  |  |  |  |  |  |  |  |  |  |  |  |  |
|  | 2. Gruffudd ap Cynan              |  |  |  |  |  |  |  |  |  |  |  |  |  |  |  |
|  |                                   |  |  |  |  |  |  |  |  |  |  |  |  |  |  |  |
|  |                                   |  |  |  |  |  |  |  |  |  |  |  |  |  |  |  |
|  | 20. Sigtrygg Silkbeard            |  |  |  |  |  |  |  |  |  |  |  |  |  |  |  |
|  |                                   |  |  |  |  |  |  |  |  |  |  |  |  |  |  |  |
|  |                                   |  |  |  |  |  |  |  |  |  |  |  |  |  |  |  |
|  | 10. Amlaíb mac Sitriuc            |  |  |  |  |  |  |  |  |  |  |  |  |  |  |  |
|  |                                   |  |  |  |  |  |  |  |  |  |  |  |  |  |  |  |
|  |                                   |  |  |  |  |  |  |  |  |  |  |  |  |  |  |  |
|  | 21. Sláine hija de Brian Boru     |  |  |  |  |  |  |  |  |  |  |  |  |  |  |  |
|  |                                   |  |  |  |  |  |  |  |  |  |  |  |  |  |  |  |
|  |                                   |  |  |  |  |  |  |  |  |  |  |  |  |  |  |  |
|  | 5. Ragnhilda de Irlanda           |  |  |  |  |  |  |  |  |  |  |  |  |  |  |  |
|  |                                   |  |  |  |  |  |  |  |  |  |  |  |  |  |  |  |
|  |                                   |  |  |  |  |  |  |  |  |  |  |  |  |  |  |  |
|  | 1. Owain Gwynedd                  |  |  |  |  |  |  |  |  |  |  |  |  |  |  |  |
|  |                                   |  |  |  |  |  |  |  |  |  |  |  |  |  |  |  |
|  |                                   |  |  |  |  |  |  |  |  |  |  |  |  |  |  |  |
|  | 24. Einion ab Owain               |  |  |  |  |  |  |  |  |  |  |  |  |  |  |  |
|  |                                   |  |  |  |  |  |  |  |  |  |  |  |  |  |  |  |
|  |                                   |  |  |  |  |  |  |  |  |  |  |  |  |  |  |  |
|  | 12. Edwin ab Einion               |  |  |  |  |  |  |  |  |  |  |  |  |  |  |  |
|  |                                   |  |  |  |  |  |  |  |  |  |  |  |  |  |  |  |
|  |                                   |  |  |  |  |  |  |  |  |  |  |  |  |  |  |  |
|  | 6. Owain ab Edwin                 |  |  |  |  |  |  |  |  |  |  |  |  |  |  |  |
|  |                                   |  |  |  |  |  |  |  |  |  |  |  |  |  |  |  |
|  |                                   |  |  |  |  |  |  |  |  |  |  |  |  |  |  |  |
|  | 3. Angharad ferch Owain           |  |  |  |  |  |  |  |  |  |  |  |  |  |  |  |
|  |                                   |  |  |  |  |  |  |  |  |  |  |  |  |  |  |  |
|  |                                   |  |  |  |  |  |  |  |  |  |  |  |  |  |  |  |

## La ficción
Owain es un personaje recurrente en la serie de novelas Hermano Cadfael de Ellis Peters, frecuentemente citado y con apariciones ocasionles en las novelas El recate del hombre muerto y El Verano de los Daneses. Actúa astutamente para mantener las fronteras de Gales seguras, y a veces para expandirlas, durante la guerra civil entre el Rey Esteban y Matilda, y a veces actúa como un aliado de Cadfael y su amigo, el Sheriff Hugh Beringar. Cadwalar también aparece en estas novelas como una fuente de dolor para su hermano. Owain aparece como un personaje secundario en las novelas de Sharon Kay Penman sobre Enrique II y Leonor de Aquitania ("Cuando Cristo y Sus Santos dormían" y "Momento y oportunidad"). Su enfoque con respecto a Owain se centra en las fluctuantes y facciosas relaciones entre Inglaterra y Gales.
También aparece en la serie de libros de Sarah Woodbury 'Gareth y Gwen Medieval Mystery Series'.